# Žumberak

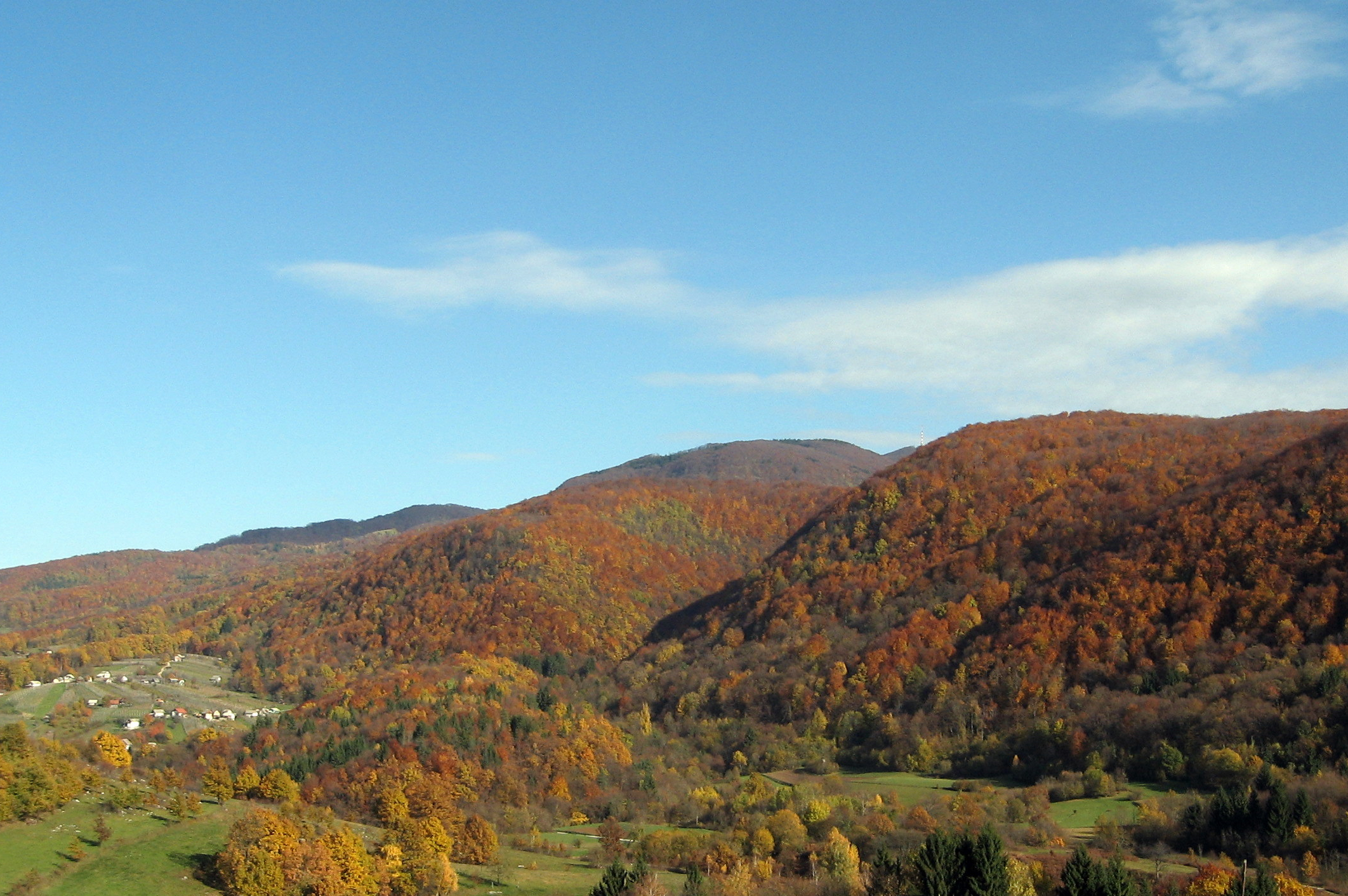
Žumberakbergen

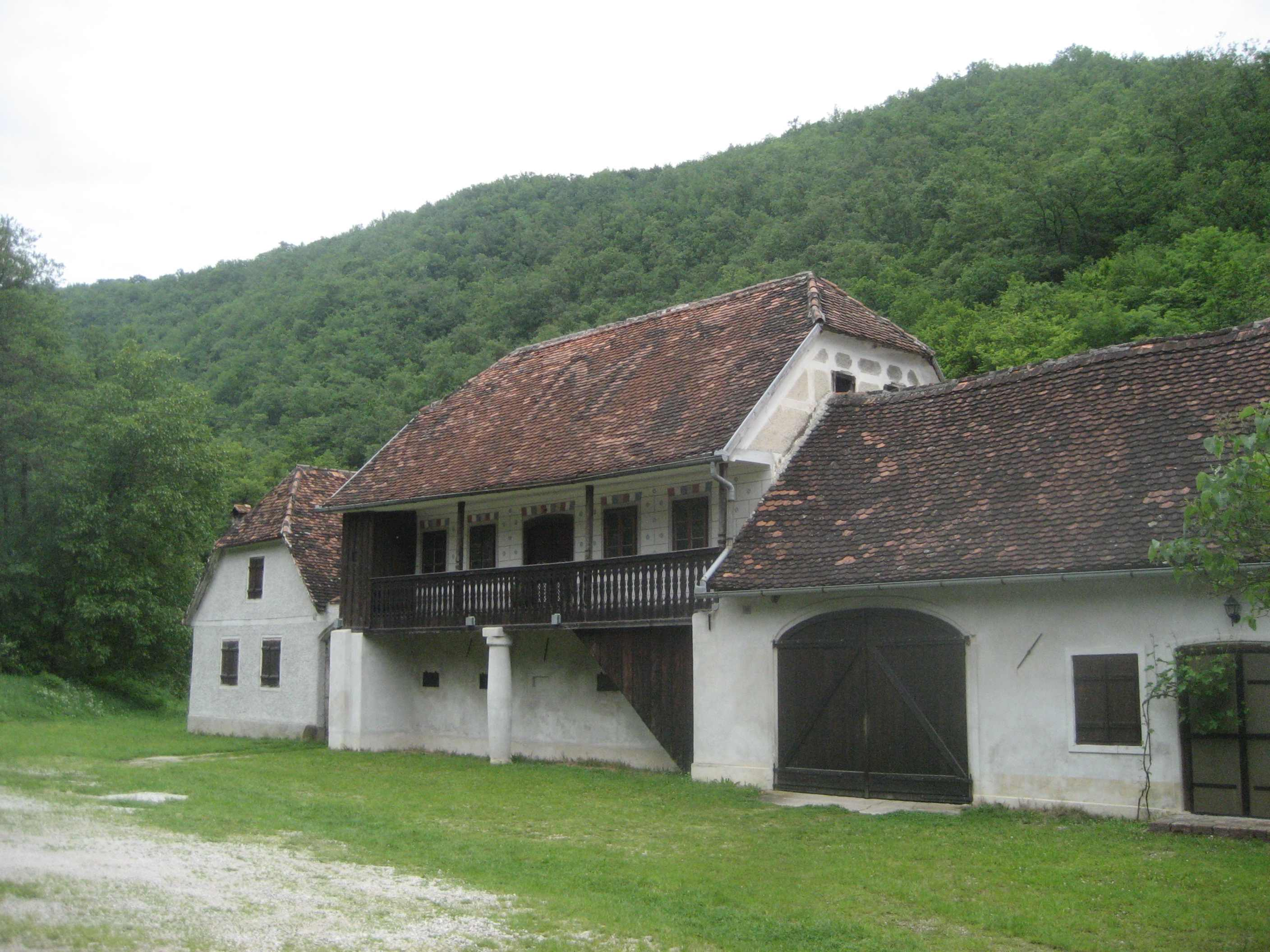
Žumberačka gora

Žumberak, Žumberačka gora (kroatiska) eller Gorjanci (slovenska) är en bergrygg på gränsen mellan Slovenien och Kroatien, cirka 20–60 km väster om Zagreb. Den kroatiska delen uppdelas i en västlig del, Žumberačko gorje, och en östlig del, Samoborsko gorje och Plešivica. I området ligger naturparken Žumberak Samoborsko Gorje och vinområdet Žumberak.
Bergryggen räknas som en östlig utstickare av Dinariska alperna och här möter dessa det Pannoniska bäckenets slättland.